# Kolarstwo na Letnich Igrzyskach Olimpijskich 1932 – jazda drużynowa na czas mężczyzn
Konkurencja jazdy drużynowej na czas podczas X Letnich Igrzysk Olimpijskich została rozegrana 4 sierpnia 1932 roku.
Wystartowało 32 zawodników z 8 krajów. Trasa liczyła 100 km. Do wyniku drużynowego zaliczały się trzy najlepsze wyniki uzyskane przez kolarzy z danego kraju podczas jazdy indywidualnej na czas.

## Wyniki
| Pozycja | Kraj              | Zawodnik                                         | Czas      |
| ------- | ----------------- | ------------------------------------------------ | --------- |
| 1.      | Włochy            | Attilio Pavesi Guglielmo Segato Giuseppe Olmo    | 7:27:15,2 |
| 2.      | Dania             | Frode Sørensen Leo Nielsen Henry Hansen          | 7:38:50,2 |
| 3.      | Szwecja           | Bernhard Britz Sven Höglund Arne Berg            | 7:39:12,6 |
| 4.      | Wielka Brytania   | Frank Southall Charles Holland Stanley Butler    | 7:44:53,0 |
| 5.      | Francja           | Paul Chocque Amédée Fournier Henri Mouillefarine | 7:46:31,8 |
| 6.      | Stany Zjednoczone | Henry O'Brien Frank Connell Otto Luedeke         | 7:51:55,6 |
| 7.      | Kanada            | Glen Robbins James Jackson Frank Elliott         | 8:01:38,0 |
| 8.      | Niemcy            | Werner Wittig Julius Maus Hubert Ebner           | 8:21:21,2 |